# Pyrethrum coccineum
Pyrethrum coccineum là một loài thực vật có hoa trong họ Cúc. Loài này được (Willd.) Vorosch. miêu tả khoa học đầu tiên năm 1954.